# Audrey Esparza
Audrey Esparza (Laredo, 4 marzo 1986) è un'attrice statunitense.
Conosciuta per il ruolo di Tasha Zapata nella serie televisiva Blindspot.

## Filmografia

### Televisione
- Family Practice, regia di Ted Wass – film TV (2011)
- Amateurs, regia di Eric Tao – film TV (2013)
- The Americans – serie TV, episodio 1x03 (2013)
- The Following – serie TV, episodio 1x07 (2013)
- Blue Bloods – serie TV, episodio 3x17 (2013)
- Golden Boy – serie TV, episodio 1x08 (2013)
- Floating Sunflowers, regia di Francisco Solorzano – cortometraggio (2014)
- Power – serie TV, 3 episodi (2014)
- Black Box – serie TV, 12 episodi (2014)
- Madam Secretary – serie TV, episodio 1x17 (2015)
- Public Morals – serie TV, 3 episodi (2015)
- Blindspot – serie TV, 100 episodi (2015-2020)
- Power Book IV: Force – serie TV, 10 episodi (2022)

## Doppiatrici italiane
Nelle versioni in italiano dei suoi film, Audrey Esparza è stata doppiata da:
- Rachele Paolelli in Blue Bloods
- Perla Liberatori in Blindspot